# Classe Zumwalt

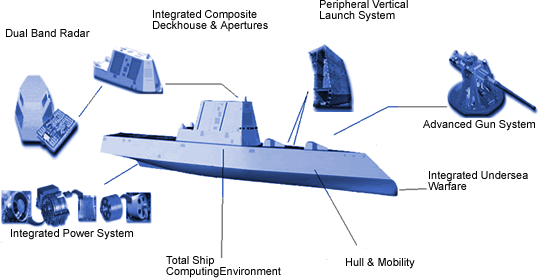
Esquema demonstrando os equipamentos da classe DDG-1000

A Classe Zumwalt é uma classe de contratorpedeiros a serviço da marinha de guerra dos Estados Unidos, construido como um navio de ataque multi-função com capacidades antiaéreas, anti-navio e anti-submarino, com habilidade de lançar ataques contra alvos terrestres com potentes mísseis de cruzeiro Tomahawk de longo alcance.
Os navios da classe Zumwalt são considerados um dos mais avançados tecnologicamente já construidos, mas com um custo muito caro. Originalmente, 32 embarcações seriam encomendadas. Porém o custo de US$9,6 bilhões de dólares em pesquisas e desenvolvimentos forçou a redução do número de unidades encomendadas para 10 e depois para apenas 3, e o custo por unidade acabou aumentando consideravelmente.